# 로스앤젤레스 샤크스
| 로스앤젤레스 샤크스 |                                                                                              |
| 디비전              | 웨스트 디비전 (1972년~1974년)                                                                |
| 설립연도            | 1972년                                                                                       |
| 해체연도            | 1974년                                                                                       |
| 역사                | 로스앤젤레스 샤크스 (1972년~1974년) 미시간 스택스 (1974년~1975년) 볼티모어 블레이즈 (1975년) |
| 경기장              | 로스앤젤레스 메모리얼 스포츠 아레나 롱비치 스포츠 아레나                                     |
| 연고지              | 캘리포니아주 로스앤젤레스                                                                    |
| 상징색              | 검정, 빨강                                                                                   |
| 구단주              | -                                                                                            |
| 단장                | -                                                                                            |
| 감독                | -                                                                                            |
| 애브코 월드 트로피  | -                                                                                            |
| 시즌 우승           | -                                                                                            |
| 디비전 우승         |                                                                                              |
| 영구 결번           | -                                                                                            |

로스앤젤레스 샤크스(Los Angeles Sharks)는 1972년부터 1974년까지 캘리포니아주 로스앤젤레스를 연고지로 하는 WHA 소속 아이스 하키팀이다.
1974년 연고지를 미시간주 디트로이트 (미시간 스택스)로 이전했다.

## 역대 홈경기장
| 경기장                              | 사용기간      | 수용인원 | 장소                      | 비고 |
| ----------------------------------- | ------------- | -------- | ------------------------- | ---- |
| 로스앤젤레스 샤크스                 |               |          |                           |      |
| 로스앤젤레스 메모리얼 스포츠 아레나 | 1972년~1974년 | 14,546명 | 캘리포니아주 로스앤젤레스 | 빈칸 |
| 롱비치 스포츠 아레나                | 1972년~1974년 | 11,200명 | 캘리포니아주 롱비치       | 빈칸 |